# You'll See
«You'll See» es una canción interpretada por la cantante estadounidense Madonna, incluida en su álbum recopilatorio de baladas Something to Remember (1995). Dicho disco se concibió con el propósito de atenuar la imagen de la cantante tras un período de controversias que habían perjudicado su carrera a principios de la década de 1990 y, de esa manera, que el público y la crítica prestaran más atención a la música en lugar de sus polémicas y vida personal. Para ello, contactó al compositor y productor canadiense David Foster, con quien desarrolló dos canciones nuevas para el disco, entre ellas «You'll See», durante el tercer fin de semana de septiembre de 1995. Poco tiempo después, ambos volvieron a trabajar juntos para grabar una versión en español de la canción; titulada «Verás», la adaptación estuvo a cargo del cantautor argentino Paz Martínez, quien se encontraba en México cuando fue contactado por la discográfica de Madonna para informarle que requerían una versión del tema en dicho idioma. La artista grabó la adaptación en el estudio Crescent Moon de Gloria y Emilio Estefan en Miami.
Descrita como «melodramática» y «cinematográfica», «You'll See» es una balada pop que combina varios instrumentos como el piano, la guitarra, cuerdas sintetizadas, el violonchelo y la batería. Madonna empleó un registro más agudo gracias a las técnicas que había aprendido durante las clases de canto para su papel protagónico de Eva Perón en la película Evita (1996). La letra aborda los temas del empoderamiento y la independencia tras el fin de una relación amorosa, en la que una mujer se despide de una relación frágil y dañina y toma control de su propia vida. La canción se estrenó el 18 de octubre de 1995 en el foro de radios del sitio web oficial de Warner Bros. Records como el sencillo principal del recopilatorio. Cinco días después, salió a la venta de manera comercial en el Reino Unido a través de las compañías Maverick, Sire y Warner Bros; en Japón, se publicó el 17 de noviembre, mientras que en el resto de los países el lanzamiento físico ocurrió cuatro días después, el 21. Maverick y Warner Music Latina también editaron un CD promocional de «Verás» exclusivamente para el mercado latinoamericano.
En términos generales, «You'll See» obtuvo reseñas favorables de críticos y periodistas musicales, quienes resaltaron la composición, producción y voz de Madonna y la reconocieron como una de las canciones más destacadas del álbum, así como una de las mejores baladas de su carrera; por el contrario, su interpretación en español en «Verás» atrajo comentarios variados. Madonna y Foster fueron reconocidos por su trabajo como compositores en los ASCAP Pop y BMI Pop Awards, respectivamente. Desde el punto de vista comercial, «Verás» alcanzó la primera posición en Chile, España y Panamá y ocupó los diez primeros puestos en Bolivia, El Salvador, México y Venezuela, mientras que «You'll See» también fue número uno en Letonia, Lituania y Polonia y estuvo entre los diez sencillos más vendidos en otras listas de Europa, Canadá y los Estados Unidos. En este último país, llegó a la sexta posición en el conteo Billboard Hot 100, lo que representó el 29.º top diez de Madonna y, con ello, logró ubicar al menos un sencillo en cada lugar del uno al diez, hazaña solo compartida con Aretha Franklin y Marvin Gaye.
Bajo la dirección de Michael Haussman, el videoclip de «You'll See» se presenta como una secuela de «Take a Bow» (1995) —también dirigido por Haussman— y la trama retoma la historia de amor entre los personajes de Madonna y el torero español Emilio Muñoz. En esta ocasión, la cantante decide poner fin a su relación con el torero, quien se arrepiente de la ruptura, y restablece su posición de superioridad. La crítica observó referencias a la cultura española en el vídeo, especialmente a la práctica de la tauromaquia, y el empleo de imágenes de corridas de toros suscitó reacciones negativas por parte de defensores de los derechos de los animales. También se produjo otro videoclip para «Verás», que incluyó imágenes de Madonna cantando el tema en un estudio de grabación. La cantante presentó «You'll See» en el programa británico Top of the Pops en diciembre de 1995 y, seis años después, formó parte del repertorio en algunos conciertos estadounidenses de su gira Drowned World Tour (2001). Desde su lanzamiento, diversos artistas como Shirley Bassey, Andrea Jürgens, Paz Martínez y Susan Boyle, entre muchos otros, grabaron una versión del tema.

## Antecedentes

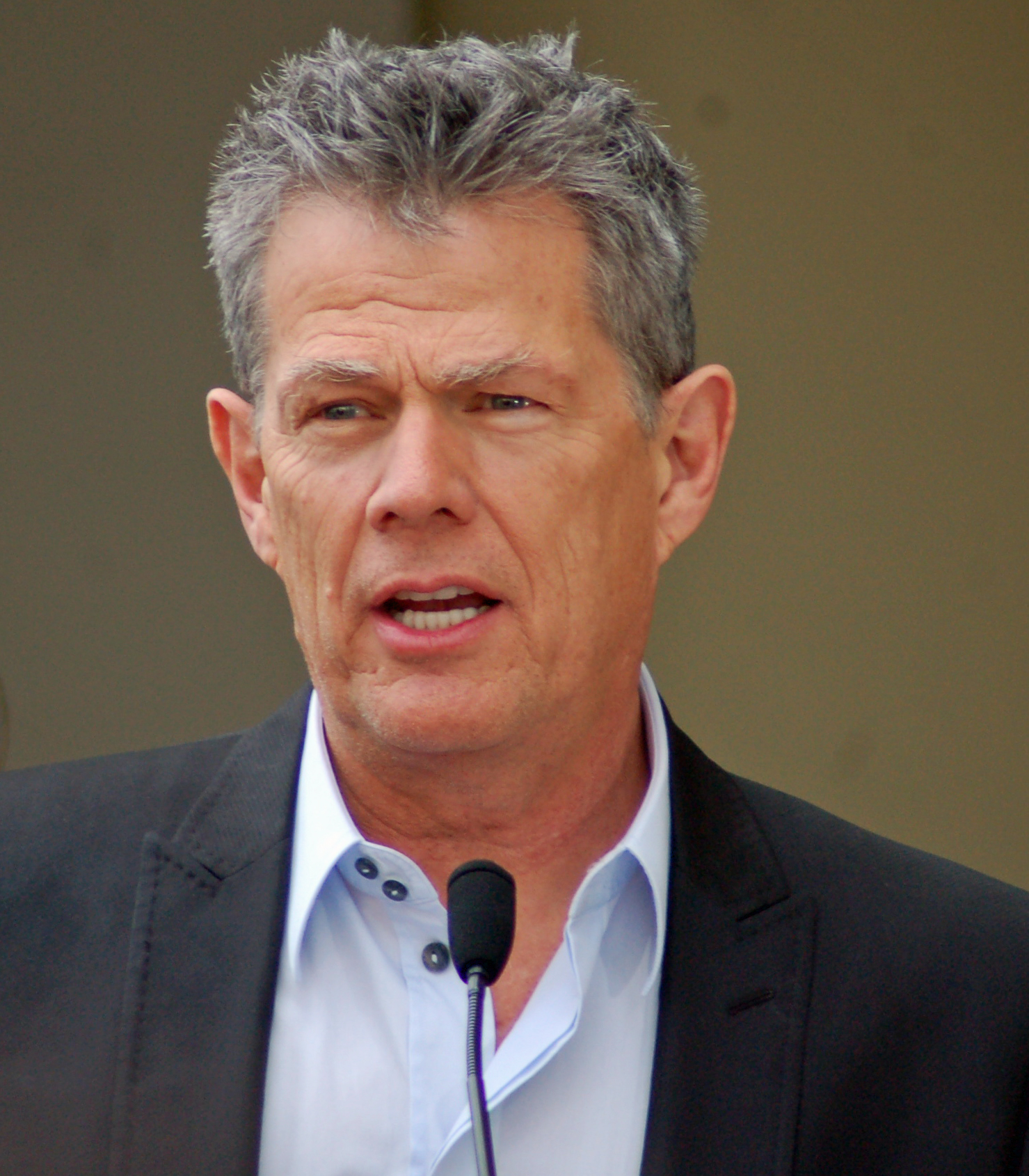
Para «You'll See», Madonna colaboró con el compositor y productor canadiense David Foster (en la imagen), reconocido por su trabajo con múltiples artistas

Para mediados de la década de 1990, la vida personal de Madonna había eclipsado sus logros profesionales. Un miembro de su equipo de representantes comentó que «estaba furiosa y un poco desesperada por lo que la gente decía de ella», luego de un período de controversias con los lanzamientos del álbum Erotica, el libro Sex y la película Body of Evidence entre 1992 y 1993, por lo que «sabía que había llegado el momento de efectuar un cambio». En este sentido, decidió cambiar su imagen nuevamente y adoptó un estilo más simple, similar al que empleó a mediados de la década de 1980. Tras la «cálida» acogida de Bedtime Stories, su sexto álbum de estudio, Madonna quiso sacar provecho de la atención que la crítica había prestado nuevamente a su música. Para añadirle a su nueva imagen, en noviembre de 1995 salió a la venta Something to Remember, un recopilatorio con algunas de las baladas «más importantes» de su carrera. Su propósito era que el público recordara que había «algo más en ella que la controversia que la había rodeado casi desde el principio de su carrera».
El material incluyó sencillos que no habían formado parte de ningún otro álbum anterior, rarezas y grandes éxitos que mostraban su «lado dulce», así como tres temas nuevos: una versión de «I Want You» —original de Marvin Gaye de 1976— en colaboración con la banda británica Massive Attack y dos canciones originales tituladas «You'll See» y «One More Chance», ambas creadas con el compositor y productor canadiense David Foster. Descrito por la revista Rolling Stone como el «maestro grandilocuente del pop kitsch», Foster había trabajado anteriormente con otros artistas como Barbra Streisand, Al Jarreau, LeAnn Rimes, Babyface, Michael Jackson y Earth, Wind & Fire, entre otros. En las notas de Something to Remember, Madonna profundizó que la razón de publicar un recopilatorio de baladas radicaba en el hecho de que se le había prestado poca atención a su música y deseaba rectificar esta situación con un disco simple de canciones creadas «desde mi corazón». De acuerdo con el biógrafo Mark Bego, el álbum significó una oportunidad para la cantante para reflexionar sobre su carrera y revisar algunas de las canciones que «definieron su leyenda».

## Desarrollo y grabación
| Fue genial trabajar con Madonna porque nunca entendí realmente su mística, aunque siempre me gustó su música. Nos conocimos en Nueva York y cenamos para hablar sobre el álbum. Y había algo tan embriagador en ella. Estábamos los dos cenando y yo la miraba y decía: «Vaya, te absorbe totalmente en su mundo. Es como si no hubiera nadie más en el restaurante». Tenía una gran ética de trabajo. [...] Ella quería ser coproductora, pero se lo ganó. Sabe muy bien cómo funciona un estudio. Trabaja duro. —Foster sobre su experiencia al trabajar con Madonna. |

En un principio, Foster se mostró sorprendido cuando Madonna lo contactó por primera vez para colaborar con él, ya que consideraba que su música no estaba lo suficientemente «a la moda» para ella. Recibió una llamada de Liz Rosenberg —publicista de la cantante y a quien Foster conocía cuando pertenecía a Warner Bros. Records— para concretar un encuentro con la artista y, al cabo de dos semanas, ambos se reunieron para cenar en un restaurante de Manhattan. El productor recordó que le había parecido «tan seductora que me dejó casi hechizado» y a Madonna le había caído «lo suficientemente bien» como para trabajar con él, de manera que, unos días después, acudió a su estudio de grabación en Malibú para una primera sesión. Ambos crearon «You'll See» y «One More Chance» durante las sesiones de composición y grabación «relámpago» de Something to Remember, realizadas en el tercer fin de semana de septiembre de 1995. Dicha fecha coincidió con los seis meses de clases de canto que Madonna tomó con la profesora Joan Leder para poder prepararse para el papel de Eva Perón en la película musical Evita (1996) de Alan Parker. Durante el entrenamiento vocal, desarrolló un registro más agudo que no sabía que poseía y utilizó las técnicas que había aprendido cuando compuso los dos temas con Foster. Explicó que, al escuchar las canciones, «puedes oír cómo intentaba absorber y utilizar lo que estaba aprendiendo de las grabaciones de Evita».
Foster era gran aficionado de la guitarra española y, dado que era usado «en exceso» en aquella época, solía tocarla en varias oportunidades cuando componía canciones; fue tal la «fuerte influencia» de «You'll See» que volvió a utilizar dicho instrumento para la producción de «Un-Break My Heart» (1996), tema compuesto por Diane Warren e interpretado por Toni Braxton. Con producción y arreglos de Madonna y Foster, la grabación de la canción tuvo lugar en los estudios Chartmaker (Los Ángeles) y Brooklyn (Nueva York). Dean Parks tocó la guitarra acústica y Michael Thompson la eléctrica, mientras que Foster también participó en los teclados y Simon Franglen realizó la programación de Synclavier. David Reitzas, quien mantenía una relación laboral «increíblemente fructífera» con Foster, fue el responsable de la ingeniería y la mezcla, con la asistencia de Felipe Elgueta y Ronnie Rivera. Si bien Foster señaló que ambas canciones no fueron «particularmente impresionantes», destacó que «You'll See» había resultado «realmente interesante» por la música que él había compuesto y la «gran letra» que escribió Madonna. En su autobiografía, el productor recordó:

Tenía una ética de trabajo increíble. Llegaba puntual todos los días y realmente coproducía las canciones conmigo. Muchos artistas quieren producir solo porque pueden, y no hacen nada para recibir crédito, lo cual ciertamente odio. Pero Madonna trabajó tan duro como cualquier productor que conozco. [...] No fue nuestro mejor momento; ni el de ella, ni el mío. Pero disfruté toda la experiencia de trabajar con ella, la puntualidad, el profesionalismo y lo seductora que es.

### Versión en español

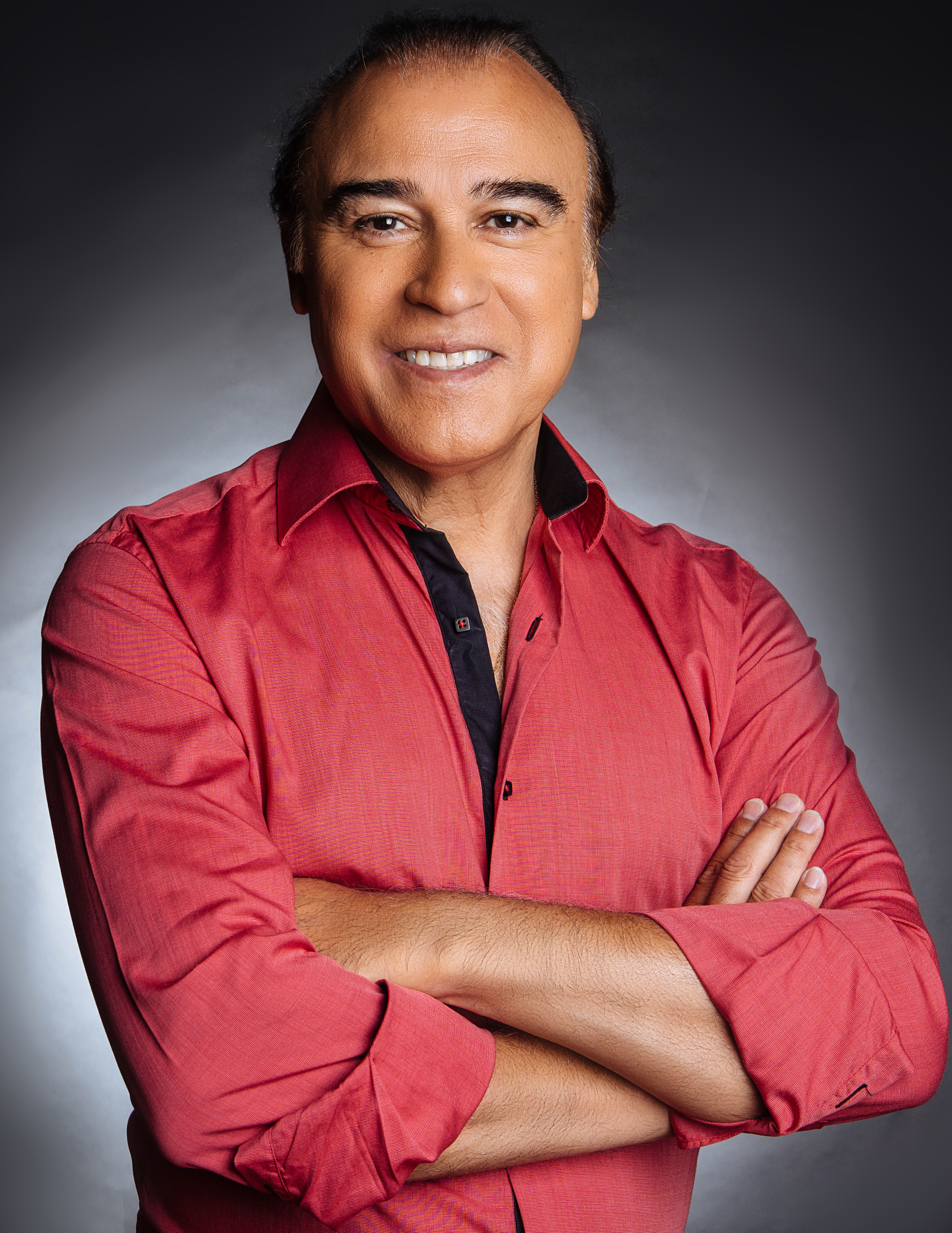
A pedido de la propia Madonna, la adaptación al español de «You'll See», que llevó por título «Verás», corrió a cargo del cantautor argentino Paz Martínez (en la imagen)

Poco tiempo después del lanzamiento de «You'll See», Madonna y Foster volvieron a trabajar juntos para grabar una versión en español de la canción. Desde los inicios de su carrera, la artista había empleado en su obra la cultura latina y algunos versos en español, como en «La isla bonita» (1987), «Who's That Girl» (1987), «Spanish Eyes» (1989) y «I'm Going Bananas» (1990), y continuaría posteriormente con «Be Careful (Cuidado con mi corazón)» (1999), un dueto con el cantante puertorriqueño Ricky Martin; «Lo que siente la mujer», que fue la adaptación de «What It Feels Like for a Girl» (2001); «Sorry» (2006); «Spanish Lesson», incluida en su disco Hard Candy (2008); y «Medellín» (2019), una colaboración con el cantante colombiano Maluma. La adaptación de la canción, que llevó por título «Verás», corrió a cargo del cantautor argentino Paz Martínez, considerado «el compositor romántico más prolífico de la Argentina». Martínez se encontraba en México cuando fue contactado por la discográfica de Madonna para informarle que había grabado un álbum de baladas con Foster y, a pedido de la propia cantante, requerían una versión de «You'll See» en ese mismo idioma.
Anteriormente, el compositor había adaptado al español canciones para otros artistas como Paul Anka y Quincy Jones; en el caso de Madonna, señaló que fue «como las películas de acción», pues estuvo «en el momento justo [y] en el lugar preciso». Aceptó la propuesta y recordó que Madonna no sabía hablar español, lo cual demostraba que «cuando un artista es grande de verdad, no tiene límites». Sobre su trabajo en «Verás», contó: «Cuando yo escribo versiones, aclaremos, no son traducciones. No se puede traducir porque nuestro idioma, el español, es mucho más largo que el inglés. El inglés es más reducido, diríamos, en cantidad de sílabas. Pero sí conservo el espíritu de lo que dice la letra [en el idioma original]. Eso es lo que hace Paz Martínez con ese tipo de canciones». Según él, «Verás» fue una labor «simple y lineal» y no representó su «mayor reto», pues «sabía perfectamente lo que debía hacer». Además, subrayó sentirse «honrado y reconocido cuando un artista pide que le escriba una canción, eso quiere decir que confía en Paz Martínez como garantía de un buen tema».
La grabación de «Verás» se llevó a cabo en el estudio Crescent Moon de Gloria y Emilio Estefan ubicado en la ciudad de Miami; Foster quedó a cargo de la producción y Reitzas fungió como ingeniero, con Sean Chambers como asistente. Emilio Estefan estuvo presente en el estudio «pasando el rato con Madonna», en palabras de Foster, y poco después empezaron a trabajar. En su autobiografía, el productor recordó que, en un momento dado durante una de las tomas de la grabación, la artista dejó de cantar sin previo aviso y, debido a que no podía verla en la cabina, cruzó la habitación y la encontró tumbada boca arriba en el suelo «en una especie de postura zen»; profundizó:

Se veía muy triste. «¿Qué pasa?», pregunté. «No lo sé», dijo. «¿Te sientes bien?». «Solo necesito un hombre», respondió, «necesito estar con un hombre de verdad». Y lo curioso es que no había nada sexual en ello. El comentario reflejaba vulnerabilidad y soledad, y me pareció muy conmovedor, de hecho, me hizo quererla aún más. Unos minutos después, con un suspiro profundo y sincero, se puso de pie y continuó, y durante el resto de la sesión fue la Madonna fuerte, no aquella Madonna vulnerable que buscaba un alma gemela.

## Composición

### Música
Descrita como «melodramática» y «cinematográfica», «You'll See» es una balada pop con «tintes latinos» que combina varios instrumentos como el piano, la guitarra, cuerdas sintetizadas, el violonchelo y la batería, lo cual crea un ambiente «melodramático» que se relaciona con el contenido general del álbum. La versión en español también utiliza los mismos instrumentos de percusión para la composición del arreglo y la única adaptación realizada es el cambio de idioma que contrasta con la pista en inglés. Según la partitura publicada en Musicnotes por Alfred Publishing Co. Inc., «You'll See» se establece en un compás de 4/4 con un tempo «moderado, no demasiado rápido» de 120 pulsaciones por minuto. Está compuesta en la tonalidad de sol mayor y el registro vocal de Madonna se extiende desde las notas sol3 a do5. Sigue una progresión armónica de mi menor en la introducción instrumental y luego continúa con mi menor-re-mi menor-re-mi menor-la menor7-re-la-si7-mi menor en los versos You think that I can't live without your love, you'll see / You think I can't go on another day / You think I have nothing without you by my side («Crees que no puedo vivir sin tu amor, ya verás; crees que no puedo seguir un día más, crees que no tengo nada sin ti a mi lado»).
La canción inicia con el sonido reiterado de un bajo grave, carillones de viento y una guitarra española en mi menor. De acuerdo con Rikky Rooksby, autor de The Complete Guide to the Music of Madonna (2004), los cambios de acordes en la progresión y los giros en la melodía permiten que Madonna tenga la oportunidad de «poner su voz en acción», sumado a que los cambios armónicos son «mucho más frecuentes» que en otras canciones, lo que incrementa el interés en el oyente. Al llegar al minuto, la percusión entra en escena, lo que le da una sensación de «dramatismo controlado», y la frase somehow, somewhere («de algún modo, en algún lugar») hace que «You'll See» suene momentáneamente como una canción de un musical. Se aprecian algunos «atractivos» fragmentos adicionales de guitarra trémolo que suenan como cristales rotos, así como cuerdas sintetizadas con un motivo «agradable» y «tenso» de dos notas. La batería aparece después del primer estribillo, lo cual añade «más fuerza» al tema, mientras que el arreglo musical va creciendo poco a poco. En el segundo estribillo, Madonna armoniza consigo misma y la pista concluye de una manera «agradablemente poco dramática», con unos últimos compases que introducen algunos cambios armónicos más.

### Letra
La letra aborda los temas del empoderamiento y la independencia tras el fin de una relación amorosa; cuenta una historia de «perseverancia desafiante», en la que una mujer se despide de una relación «frágil y dañina» y toma control de su propia vida. La narradora hace una declaración «comedida, pero firme» de que sobrevivirá a la ruptura de una relación amorosa y que seguirá adelante por sí misma «para sorpresa de su expareja»; esto se evidencia en los versos I know I'll stay alive, all on my own. I don't need anyone / I'll stand on my own this time / You'll see («Sé que seguiré viva por mi cuenta, no necesito a nadie; esta vez me mantendré sola, ya verás»). Más adelante, en las líneas You think that you are strong / But you are weak / I'll survive / I don't need anyone at all («Te crees fuerte, pero eres débil; sobreviviré, no necesito a nadie más»), la protagonista reafirma su posición de superioridad, para luego desafiar a su amante y a sí misma en el verso It takes more strength to cry, admit defeat («Se necesita más fuerza para llorar, para admitir la derrota»).
Para Jon Pareles de The New York Times, es una canción «post-ruptura» en la que insiste en que «se recuperará». Igualmente, Gavin Scott del sitio Chart Beats observó que, si bien seguía la «línea emocional» del recopilatorio como «Crazy for You», «Live to Tell» y «I'll Remember», indicó que era «menos una canción de amor y más una poderosa balada de ruptura». Un crítico de la revista Gavin Report reseñó que el tema era una «declaración paciente y sobria de independencia que está teñida con solo un toque de duda e inseguridad, suficiente para mantener la atención hasta el final». De acuerdo con Andrew Unterberger de Billboard, cuando la cantante recita la línea All by myself / I don't need anyone at all / I know I'll survive («Yo sola, no necesito a nadie, sé que sobreviviré») en el puente, «suena, sobre todo, como si intentara convencerse a sí misma».
Otra observación provino del profesor Santiago Fouz-Hernández, uno de los editores de Madonna's Drowned Worlds (2004), quien mencionó que «Verás» podía interpretarse como una canción de «protesta femenina» dirigida a los hombres, ya que se «reivindica la posición del sujeto femenino y rechaza la suposición (masculina) de que las mujeres son débiles o sumisas». Cuando se le preguntó si «You'll See» trataba de la venganza, Madonna respondió: «No, trata sobre empoderarte. Por mucho que me guste una canción como "Take a Bow", la letra solo refleja un lado de mi personalidad. Tengo ese lado completamente masoquista y dispuesto, literalmente, a hacer cualquier cosa por amor». No obstante, también añadió que «hay otra parte que dice: "No me jodas, no necesito a nadie. Puedo hacer lo que quiera", y "You'll See" refleja eso».

## Publicación

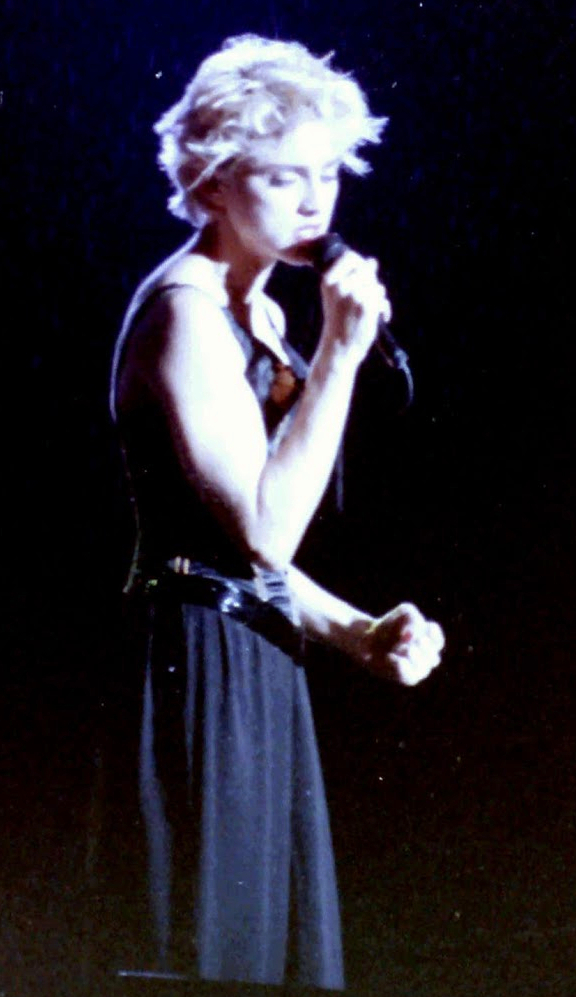
En los Estados Unidos, la presentación en vivo de «Live to Tell» durante la gira Who's That Girl World Tour de 1987 (en la imagen) se añadió como lado B en el vinilo de 7" de «You'll See». Dicha interpretación también figuró en el casete, CD y maxi CD editados en EE. UU.

Aunque se reportó que «You'll See» sería enviado a las radios estadounidenses el 10 de octubre de 1995, finalmente se estrenó como el sencillo principal de Something to Remember el 18 de ese mes en el foro de radios del sitio web oficial de Warner Bros. Records, en lo que la revista Billboard denominó una «larga e imaginativa lista de usos que la industria musical ha encontrado para Internet». A su vez, Madonna presentó el tema a los programadores de las emisoras radiales de los Estados Unidos a través de un mensaje exclusivo en línea. Sobre esta nueva manera de estrenar una canción, Stu Cohen, vicepresidente sénior de promoción de Warner Bros., comentó: «Queríamos disponer de un lugar al que los profesionales de la radio pudieran acudir —en su propio horario y a su propio ritmo, sin ningún tipo de presión— para encontrar toda la información que necesitan, poder tomar decisiones sobre nuestros discos y, con suerte, que repercuta favorablemente en su toma de decisiones». Cinco días después, el 23, se añadió a las listas de reproducción de las emisoras Adult contemporary y al día siguiente a las de las estaciones Contemporary hit radio.
El mismo 23 de octubre, salió a la venta de manera comercial en el Reino Unido a través de las compañías Maverick, Sire y Warner Bros. En Japón, se publicó el 17 de noviembre, mientras que en el resto de los países el lanzamiento ocurrió cuatro días después. Las fotografías de la portada y contraportada fueron tomadas por Dean Chamberlain y Mario Testino, respectivamente, y el diseño de la funda del disco estuvo a cargo de Greg Ross. En los Estados Unidos, el vinilo de 7" tuvo como lado A la versión original de la canción —con una duración de 4:39— y como lado B la presentación en vivo de «Live to Tell» (1986) —otro sencillo de Madonna— durante la gira Who's That Girl World Tour de 1987; por su parte, en Australia y Europa, el vinilo y el casete añadieron como cara B una interpretación instrumental de «You'll See». El CD publicado en Australia, Europa y Japón contenía una versión editada de la canción —de 4:15 de duración— y la instrumental más el tema «Rain», perteneciente a su quinto álbum de estudio Erotica (1992), en tanto que en los Estados Unidos, en lugar de «Rain», el CD y el casete incluyeron una versión extendida de ocho minutos de la actuación en vivo de «Live to Tell». Cabe resaltar que, en el Reino Unido exclusivamente, el CD venía acompañado de doce tarjetas de calendario sin encuadernar. El 16 de enero de 1996, el sencillo también estuvo disponible en Canadá y EE. UU. en un vinilo de 12" y en un maxi CD que incorporó, además de las tres pistas del CD estadounidense, «Verás»; según José F. Promis de AllMusic, la decisión de añadir la versión en español «llevó la idea latina aún más lejos».
Maverick y Warner Music editaron un CD promocional de «Verás» exclusivamente para el mercado latinoamericano; cuando Something to Remember salió a la venta en América Latina, la canción se incluyó como pista adicional del álbum. Pocos meses después, figuró en el lado B de «One More Chace» (1996), el siguiente sencillo del recopilatorio, y en 2001 formó parte del álbum Divas en español junto con canciones de otras artistas femeninas como Céline Dion, Mariah Carey, Gloria Estefan y Carole King, entre otras. En una entrevista concedida a Billboard en marzo de 1996, el DJ Junior Vasquez, amigo y colaborador habitual de Madonna, reveló que había producido una remezcla house de «You'll See», misma que pensaba incluirla en un álbum de dubs inéditos de la cantante, pero finalmente nunca se publicó. A finales de 1996, figuró en CD Single Collection, una caja recopilatoria de edición limitada publicada por Warner Music Japan que contenía todos sus sencillos en formato CD, desde «Burning Up» (1983) hasta «One More Chance» (1996). La introducción instrumental de la canción pudo escucharse unos pocos segundos en una de las escenas del documental de Madonna I'm Going to Tell You a Secret (2006). También ha sido incluida en los recopilatorios David Foster Presents Love Stories (2002; publicado exclusivamente en Japón), Pop Hits Plus... (2003), The Best of Me (2003), Greatest Love of All, Vol. 2 (2006), David Foster Presents Love, Again (2010) y Magic of David Foster and Friends (2010). Dado que «You'll See» formó parte de Something to Remember, no se incluyó en el segundo álbum de grandes éxitos de Madonna GHV2, publicado en noviembre de 2001, decisión que fue cuestionada por el personal de Billboard.

## Recepción comercial

### Estados Unidos
Tras su estreno en las radios estadounidenses, «You'll See» debutó el 4 de noviembre de 1995 dentro de los cuarenta primeros lugares de la lista Hot 100 Airplay, específicamente en el puesto 38, y pocos días después había alcanzado la cifra de 33 millones de oyentes y 3600 detecciones totales en los sistemas de datos de radiodifusión. Al mes siguiente, ya se encontraba entre las cinco canciones más reproducidas en doce emisoras radiales, entre ellas WZJM de Cleveland, donde se ubicó en el tercer lugar. Una vez que el sencillo estuvo disponible de manera comercial a finales de noviembre, vendió 36 000 copias en sus primeros siete días de lanzamiento, por lo que, en la edición del 9 de diciembre, ingresó al décimo lugar en el conteo de ventas físicas y al octavo en el principal Hot 100, lo que representó el mayor debut de la carrera de Madonna en ambas listas, así como la tercera vez que uno de sus sencillos ingresaba dentro de los quince primeros lugares en el Hot 100, después de «Rescue Me» (que debutó en el número 15 en 1991) y «Erotica» (número 13 en 1992). Aunado a ello, se convirtió en el vigesimonoveno top diez de la cantante, lo que la colocó en el tercer lugar entre los artistas con más entradas a los diez primeros en la era del rock, detrás de Elvis Presley (38) y The Beatles (33). Aunque el periodista Jerry McKenna de Billboard lo consideró uno de los «potenciales aspirantes» a llegar al primer puesto, junto con «One Sweet Day» de Mariah Carey con Boyz II Men y «Exhale (Shoop Shoop)» de Whitney Houston, en la semana siguiente «You'll See» alcanzó el sexto lugar. Aun así, al haber llegado a tal posición, Madonna logró ubicar al menos un sencillo en cada lugar del uno al diez, hazaña solo compartida con Aretha Franklin y Marvin Gaye. Permaneció veinte semanas en total y finalizó en el 51.º puesto de los sencillos más exitosos de 1996. En las demás listas de Billboard, se ubicó en los puestos quinto en Adult Contemporary, sexto en Hot Singles Sales, séptimo en Top 40 Mainstream, décimo en Hot 100 Airplay y Adult Pop Songs, decimoctavo en Dance Singles Sales y vigésimo en Top 40 Rhythmic. Por su parte, «Verás» alcanzó el vigesimoprimer lugar en los conteos Latin Airplay y Hot Latin Songs, la primera de cuatro entradas de Madonna en este último, así como al décimo en Latin Pop Airplay. En agosto de 2022, Billboard lo clasificó en el vigesimosegundo lugar de los cuarenta mayores éxitos de Madonna en el Hot 100.
«One Sweet Day» de Mariah Carey y Boyz II Men impidió que «You'll See» alcanzara la primera posición en las listas de Adult Contemporary de Gavin Report y The Network Forty, así como en el conteo Go Chart de la primera revista mencionada. De acuerdo con un reporte de Gavin Report del 8 de diciembre de 1995, fue una de las semanas «más competitivas» del año entre Carey, Madonna y Whitney Houston, cuyos sencillos superaban las 6000 reproducciones semanales; sin embargo, «One Sweet Day» se interpuso ante «You'll See» con una diferencia de transmisiones de 6198 y 6106, respectivamente. Pese a ello, fue uno de los tres sencillos —junto con «One Sweet Day» y «Exhale (Shoop Shoop)»— que se emitían en más de doscientas emisoras contemporáneas para adultos de Gavin Report para los primeros días de enero de 1996. En otros conteos como Top 40 Traxx de FMQB, Top 40 de Gavin y Plays Per Week de The Network Forty, el tema ocupó el tercer lugar, en este caso, por debajo de «One Sweet Day» y «Name» de la banda estadounidense Goo Goo Dolls. Por su parte, en la revista Radio & Records, quedó detrás de Carey y Houston en el conteo AC Top 30 y detrás de Carey y «Blessed» de Elton John en el Hot AC Top 30. También ocupó la cuarta posición en el ranquin CHR de la misma revista, siendo el trigésimo top diez de la intérprete, así como la quinta en Top 100 Singles de Cash Box, la decimoctava en Street Chart de The Network Forty y la decimonovena en CHR/Rhythmic de Radio & Records. Por último, en la edición especial por el décimo aniversario de la revista Hits, se ubicó en el número 38 de «las cincuenta canciones más poderosas» de 1996. El 21 de febrero de 1996, «You'll See» obtuvo un disco de oro por parte de la Recording Industry Association of America (RIAA) en representación a 500 000 copias vendidas en el país; con ello, Madonna empató con Janet Jackson como las solistas femeninas con la mayor cantidad de sencillos certificados de oro, con dieciséis cada una.

### Europa

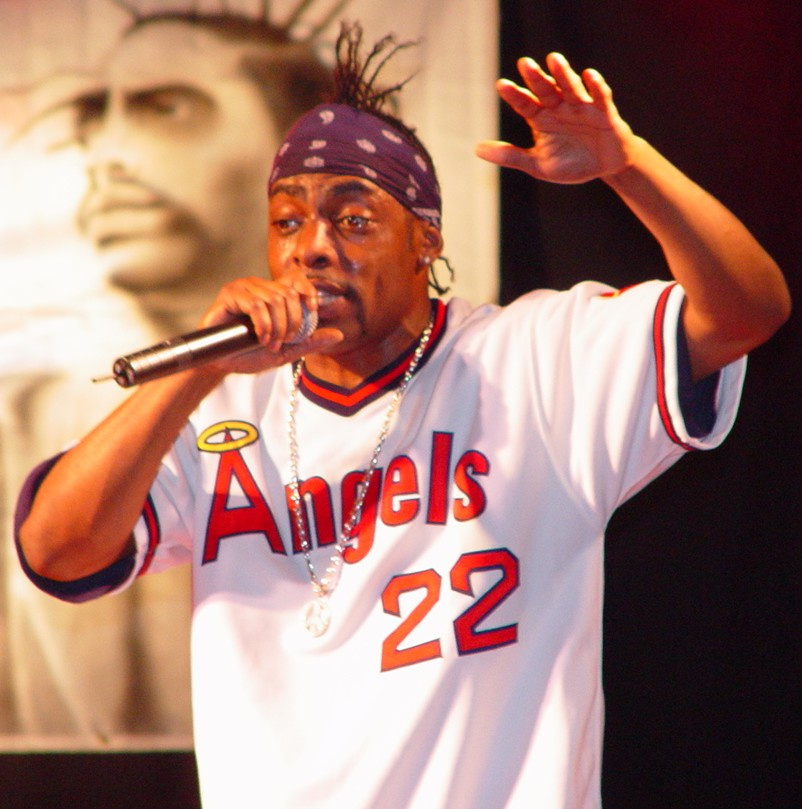
En Finlandia, «You'll See» alcanzó la segunda posición en la lista de ventas de Suomen virallinen por detrás de «Gangsta's Paradise», interpretada por el rapero Coolio (imagen) y el cantante L.V.

Fuera de los Estados Unidos, «You'll See» se convirtió en un «gran éxito» internacional. En la edición del 4 de noviembre de 1995 de la revista Music & Media, «You'll See» había sido la tercera canción más añadida a las radios de Europa, por lo que debutó en el vigésimo puesto de la lista European Hit Radio Top 40 con un total de difusión en 31 emisoras. A la semana siguiente, registró el mayor aumento de puntos —con transmisión en 48 estaciones— y subió hasta la undécima posición; finalmente, el 9 de diciembre, se ubicó en el cuarto lugar, por detrás de «Exhale (Shoop Shoop)» de Whitney Houston, «Heaven for Everyone» de Queen y «GoldenEye» de Tina Turner, con un número total de 94 estaciones de radio. En el ranquin Adult Contemporary Europe, que recopila las veinticinco canciones soft rock y pop más reproducidas para un público de 25 a 49 años, llegó a la cuarta casilla el 16 de diciembre. En la lista principal de ventas Eurochart Hot 100 Singles, ingresó en el vigesimoquinto lugar el 11 de noviembre; en la edición siguiente, alcanzó la octava posición y logró el reconocimiento «Sales Breaker», luego de que el sencillo figurara en ocho listas europeas en ese momento (Dinamarca, Finlandia, Francia, Irlanda, Italia, los Países Bajos, el Reino Unido y Suecia). Permaneció veinte semanas en total, cuando hizo su última aparición el 23 de marzo de 1996 en el puesto 88, y ocupó los números 83 y 74 en las listas anuales de 1995 y 1996, respectivamente.
En las listas nacionales de Europa, «You'll See» logró una recepción favorable. En Letonia, Lituania y Polonia, llegó a la primera posición de sus respectivos conteos; en este último, destaca haber permanecido seis semanas no consecutivas en lo más alto. En España, «Verás» también ocupó el primer puesto en el conteo radial de Los 40 Principales el 17 de febrero de 1996, con lo que marcó su décimo número uno de un total de dieciocho, un récord entre artistas internacionales en la historia del ranquin. En Finlandia, alcanzó el segundo lugar tanto en la lista de ventas como en la de radios; en la primera, «Gangsta's Paradise» de Coolio y L.V. impidió que «You'll See» llegara a la cima. Aun así, fue el vigesimocuarto sencillo de Madonna en ingresar a los cinco primeros puestos y el vigesimoctavo top diez de su carrera. En Austria y Escocia, ocupó la quinta posición; en Italia y Suecia, la sexta; y en Suiza, la octava. En el resto de los mercados europeos, estuvo entre las veinte primeras posiciones: en el undécimo lugar en la región Valona de Bélgica, en el decimotercero en Irlanda, en el decimoquinto tanto en Alemania como en el conteo Dutch Top 40 de los Países Bajos, en el decimoctavo en Dinamarca y en el vigésimo en Islandia y en la lista Single Top 100 de los Países Bajos. Por último, la recepción comercial fue menos favorable en Francia y en la región Flamenca de Bélgica, debido a que alcanzó los números 24 y 45, respectivamente.

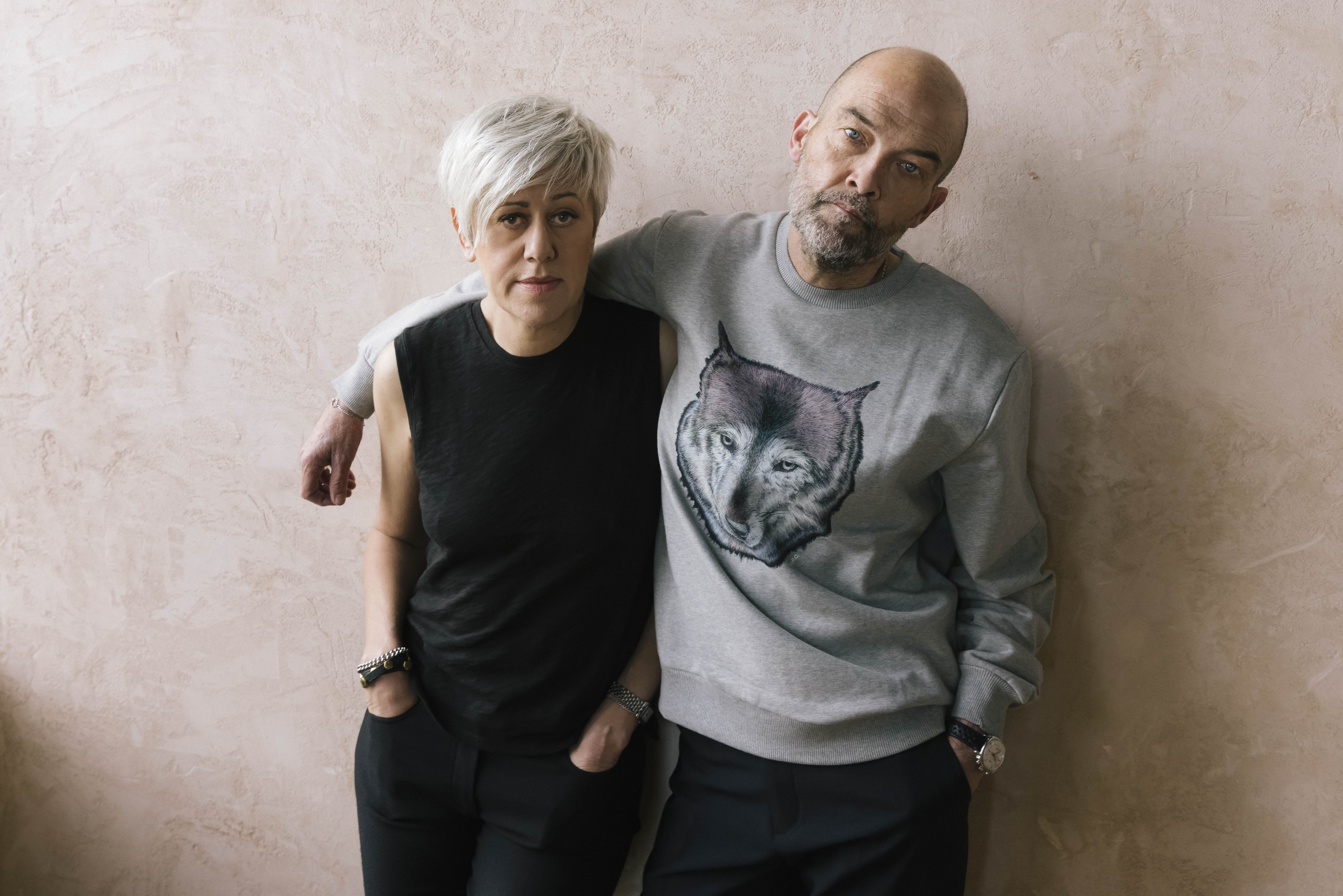
En el conteo Airplay Chart del Reino Unido, «You'll See» fue la segunda canción más reproducida en las radios en la edición del 9 de diciembre de 1995, solo por detrás de «Missing» del dúo Everything but the Girl (imagen)

En el Reino Unido, ingresó en el undécimo puesto del UK Singles Chart el 4 de noviembre de 1995; según la revista Hit Music!, el CD y el casete representaron el 79 % y el 21 %, respectivamente, de las ventas totales durante los primeros siete días de lanzamiento. En la edición siguiente, tras la aparición de Madonna en el programa Top of the Pops —donde interpretó «You'll See»—, fue uno de los tres sencillos que registró los mayores aumentos en ventas, por lo que ascendió tres lugares, el único entre los diez primeros en subir de posiciones esa semana. El periodista James Masterton de Chart Watch UK reportó que logró una «tasa de éxito» de más del 94 %, lo que consideró una «estadística increíble que demuestra que, detrás del bombo publicitario, la indignación y el comportamiento extraño, se encuentra una de las estrellas más consistentes de todos los tiempos». La cantante extendió su récord al anotar su 37.º top diez de un total de 38 entradas en la lista; solo Cliff Richard y Elvis Presley tenían más éxitos entre los diez primeros. La semana siguiente, volvió a ascender y alcanzó el quinto puesto; con ello, fue el primer sencillo de la artista en subir de posiciones por segunda semana consecutiva desde «Erotica» (1992). Permaneció catorce semanas en total, cuatro de ellas entre los diez primeros, y finalizó en el 32.º lugar de las canciones más vendidas del año. En el Airplay Chart, Madonna registró su sencillo más exitoso en las radios británicas desde la reedición de «Crazy for You» (1991), luego de que «You'll See» alcanzara la segunda posición en la edición del 9 de diciembre de 1995 —solo por detrás de «Missing» del dúo Everything but the Girl— con un total de 1186 reproducciones; en la lista anual, ocupó la posición 58. Por último, se ubicó en la quinta casilla en el ranquin Network Chart, que recopilaba información de ventas y transmisión en radios. El 21 de julio de 2013, obtuvo un disco de plata por parte de la Industria Fonográfica Británica (BPI, por sus siglas en inglés) por la venta de 200 000 copias; para abril de 2019, las ventas ascendían a 322 000 unidades, por lo que se convirtió en el décimo sencillo principal de Madonna más exitoso en el país, así como en su vigésima canción con mayores ventas en general.

### Otros mercados
En Canadá, «You'll See» debutó en el puesto 97 de la lista Top 100 Hit Tracks de la revista RPM el 6 de noviembre de 1995. tuvo un ascenso gradual y poco más de dos meses después, concretamente el 15 de enero del año siguiente, alcanzó el segundo lugar, solo por detrás de «Exhale (Shoop Shoop)» de Whitney Houston. Estuvo presente un total de veintitrés semanas, cuando hizo su última aparición el 15 de abril en el número 88, y fue el vigesimoséptimo sencillo más exitoso de 1996. El recibimiento fue más favorable en el conteo de adulto contemporáneo, pues, en la misma edición del 15 de enero, desplazó a «Exhale (Shoop Shoop)» de la primera posición, donde se mantuvo por cinco semanas consecutivas; el sencillo finalizó en el octavo puesto de los más exitosos de 1996. «You'll See» también ocupó el tercer puesto en el ranquin Contemporary Hit Radio de The Record, así como el decimoséptimo en el de ventas físicas Retail Singles de la misma revista.
En Australia, «You'll See» ingresó en el decimoquinto puesto de la lista ARIA Top 50 Singles en la edición del 26 de noviembre de 1995 y, en la semana siguiente, ascendió hasta la novena posición; estuvo presente once semanas y ocupó el número 87 en la lista anual de 1995. La Australian Recording Industry Association (ARIA) lo certificó con un disco de oro tras la venta de 35 000 unidades en el país. En Nueva Zelanda, el recibimiento fue un tanto menor en comparación con Australia, pues ingresó fuera de los diez primeros, en el decimoséptimo puesto, y solo estuvo seis semanas en total.
En la edición del 16 de marzo de 1996 de los discos más populares de Latinoamérica, publicada por el periódico El Siglo de Torreón, la United Press International (UPI) reportó que «Verás» había alcanzado el primer lugar en Chile y Panamá, así como la segunda en El Salvador —detrás de «Estoy aquí» de Shakira—, la tercera en Bolivia y México y la sexta en Venezuela. Durante el período enero de 2007 a diciembre de 2011, «You'll See» fue la decimocuarta canción más reproducida de Madonna en las radios de Brasil, de acuerdo con ECAD, la entidad responsable de recaudar y distribuir los derechos de autor derivados de la ejecución pública de la música brasileña y extranjera.

## Recepción crítica
En términos generales, «You'll See» obtuvo reseñas favorables de críticos y periodistas musicales. Algunos coincidieron que se trataba de una de las mejores canciones de Madonna; en este sentido, Humberto Quiroga Lavié, en su ensayo Secretos y misterios de hombres y mujeres, la denominó una de las baladas más destacadas de su catálogo. Mark Bego la calificó junto con «One More Chance» como una de las «más exitosas y conmovedoras» del álbum, y Justin Myers del sitio The Guy Liner indicó que sonaba como una canción de película y la incluyó entre las «menciones honoríficas» de sus mejores baladas. Mark Elliot de la revista Dig! la catalogó de «sobresaliente», así como «otra gran balada» de Madonna. Steve Morse de The Boston Globe dijo que «destacaba» dentro del material junto con las otras canciones nuevas, y Gianni Santoro del diario italiano La Repubblica, en un análisis a la discografía de la intérprete, puntualizó que «You'll See» era la única que tenía «el ritmo de los verdaderos clásicos». El periódico Manila Standard aseguró que era uno de los temas de Something to Remember que el oyente «disfrutará escuchar», y Ken Tucker de Entertainment Weekly afirmó que era «una tentación para el consumidor que se suma al encanto» del álbum. Timothy White de Billboard la describió como una «serenata agridulce» y Rikky Rooksby como una balada «sombría y melancólica». Según la escritora Karlene Faith, se trató de una canción «conmovedora, evocadora, triste, valerosa, fuerte y posiblemente autobiográfica». Xavier Valiño, de la revista Efe Eme, la describió como una de las baladas más «convencionales» de la artista, opinión que compartió Daryl Easlea, uno de los autores de Madonna: Blond Ambition (2012), quien señaló que la intérprete había regresado a un «terreno más convencional» con «You'll See». Tanto Peter Piatkowski de PopMatters como Alwyn W. Turner —uno de los editores del libro The Rough Guide to Rock (2003)— lo consideraron «otro gran éxito» para la artista, y Tom Breihan de Stereogum le otorgó una calificación de siete sobre diez. El escritor italiano Francesco Falconi la denominó el «pilar de la recopilación» y añadió que «las sonoridades son todavía más rebuscadas y de sabor hispánico». En opinión de José F. Promis de AllMusic, el tema «ayudó a consolidar aún más» a la artista en las radios contemporáneas para adultos y, a su vez, «la distanció de sus días más subidos de tono de principios de la década».
La crítica resaltó la composición, la producción y la voz de Madonna. En este marco, Gina Arnold de Metro Silicon Valley reconoció la naturaleza «vibrante» de la canción, y Nick Levine de Vice la consideró «muy elegante y dramática». En su biografía de 2002, J. Randy Taraborrelli la nombró «sentimental» y «expansiva» y observó que resultaba «interesante que, con toda su emocionante capacidad musical, [Foster] y Madonna dieran con una de las canciones más melancólicas que ella haya grabado alguna vez, pero así es la emoción de la colaboración: uno nunca sabe lo que saldrá». Chuck Campbell de Star-News lo describió como «un número seguro de adulto contemporáneo con sabor a guitarra española» y añadió que era un anticipo del papel protagónico de Madonna en la versión cinematográfica de Evita. Sobre este último comentario, Leonardo Campos de Plano Crítico subrayó que se destacaba como uno de los principales temas inéditos del disco porque representó «la imagen que Madonna deseaba proyectar al mostrar sus técnicas vocales trabajadas» para el musical de Evita. De manera similar, Keith Caulfield de Billboard opinó que el tema demostró sus «nuevos dotes vocales» y prepararía al público para su papel principal en Evita. Para el escritor Marc Andrews, significó «la transición musical perfecta, si no el plato principal, a Evita». Un editor del Lawrence Journal-World destacó que Madonna «canta con emoción» en la canción, mientras que Doug Shanaberger de Observer-Reporter remarcó que la artista pocas veces había estado «mejor de voz». Tirzah Agassi de The Jerusalem Post la calificó como «conmovedora» y observó que uno podía oír «algo parecido a esa mirada penetrante de "mírame, siénteme, tócame" que le da a sus mejores vídeos una presencia tan sólida». Además, notó que los arreglos mostraban «un gran salto en sofisticación» y que su voz se acercaba «al tipo de desnudez emocional que realmente llega al alma». Rikky Rooksby reconoció el «largo camino» que había recorrido la artista desde la «voz chillona y aguda» de sus primeros éxitos hasta baladas como «You'll See». En su evaluación a Something to Remember, Andy Orrell de Entertainment Scene 360 le otorgó cuatro estrellas de cinco; señaló que su «agradable» interpretación permitió que fuese «fácil de escuchar», así como la letra «poderosa» y «realmente fuerte» dio como resultado una canción «realmente buena». Francesco Falconi aseguró que su registro «revela una precisión y una profundidad seguramente superiores respecto al pasado», en tanto que Bob Lessick —del periódico The Johns Hopkins News-Letter— sintió que Foster permitió que «dominara la voz» de Madonna y ella «cumplió». Edna Gundersen de USA Today sintió que ningún otro tema en el disco igualaba el «poder vocal doloroso y emocional» de «You'll See» y afirmó que era la prueba «más clara» de que «la rubia ambiciosa es más cantante que celebridad». Para Neil Strauss de The New York Times, su interpretación en el tema había sido «atormentada». Justin Myers del sitio The Guy Liner calificó la línea I have truth on my side, you only have deceit («Yo tengo la verdad de mi lado, tú solo tienes la mentira») como el mejor verso de la canción. Gavin Scott de Chart Beats aseguró que el sencillo —así como el recopilatorio— «recordó al mundo que había algo más en ella que sus tácticas escandalosas y audaces que habían definido gran parte de sus mejores momentos hasta ese momento en la década de 1990». Larry Flick de Billboard, en su reseña al sencillo, escribió:

La inminente colección de baladas de Madonna, Something to Remember, se anticipa con esta colaboración deliciosamente fructífera con el productor y compositor David Foster. El talento de Foster para el melodrama musical inspira a Madonna a ofrecer lo que es, sin duda, su interpretación vocal más segura y completa hasta la fecha. En medio de un remolino de cuerdas y guitarras españolas, ella proyecta la declaración de independencia romántica con un fervor teatral que se ajusta perfectamente al tono escénico y potencialmente abrumador del arreglo de Foster, sin perder de vista a su joven público seguidor de los 40 principales. Un esfuerzo impresionante que fácilmente podría convertirse en el «I Will Survive» de esta década.

En comentarios variados, Al Walentis del Reading Eagle comentó que «You'll See» no estaba mal, aunque tampoco era «imprescindible», en tanto que Eugene Bowen de The Michigan Daily le pareció que estaba bien, pero no era «para regodearse». Del mismo modo, Campbell de Star-News indicó que ofrecía «más atractivo» al material, pero al final era «inconsistente». Jane Stevenson de Jam! expresó que, si bien sonaba «más elegante» con la guitarra española, era «menos satisfactoria» que «One More Chance». En un artículo sobre los distintos estereotipos según las canciones de Madonna, Tom Hawking de Flavorwire señaló que «You'll See» estaba dedicada a la «gente que llora durante las escenas tristes de las comedias románticas». Al compararla con «Drowned World/Substitute for Love», otra balada de Madonna perteneciente a su álbum Ray of Light (1998), Sebas E. Alonso de Jenesaispop sintió que «You'll See» era muy «estándar». Matthew Jacobs del HuffPost lo ubicó en el último lugar del ranquin de los sencillos de Madonna y escribió que sonaba como un número «aburrido» de una recopilación de baladas de los años 1980. Más crítico fue Craig Takeuchi, del periódico canadiense The Georgia Straight, quien no quedó conforme con la letra y la llamó «estúpida». Del mismo modo, Ignacio D'Amore y Mariano López, autores de la Enciclopedia Gay (2012), la llamó una «balatonta».
«Verás» atrajo comentarios variados de la crítica. En una opinión favorable, John Lannert de Billboard la denominó una versión «magnífica» y reconoció el hecho de que Madonna cantara en español «prácticamente sin acento, un buen presagio para su próximo álbum, Evita». De modo similar, Promis de AllMusic sintió que había cantado «sorprendentemente bien» en ese idioma y David Moreno Sáenz de 20 Minutos la incluyó en su lista de las diez mejores versiones en español de «grandes estrellas internacionales». Para Mike Wass de Idolator, significó «una de las curiosidades más encantadoras de la discografía» de Madonna y agregó que, aunque no estaba seguro de «lo buena o mala» que era la pronunciación de la cantante, no distraía demasiado. En contraste, Héctor Llanos de El HuffPost aseguró que «sus intentos de hablar español en sus canciones desde hace años no han resultado satisfactorios ni siquiera para sus fans más incondicionales, aunque sí entrañables». No tan distante, Christian Rodríguez de la revista Cosmopolitan escribió: «Que la reina del pop es una amante acérrima de España y todo lo que la rodea no es ningún secreto, pero que se atrevió a entonar una canción al completo en el idioma de Miguel de Cervantes es algo que no mucha gente sabe (por suerte)». Para Leonardo Campos de Plano Crítico, su interpretación en su lengua materna era «mucho mejor, obviamente», y los autores D'Amore y López la calificaron como un «bochorno».

## Reconocimientos
Por su trabajo en «You'll See», Foster obtuvo una nominación a productor del año en los premios Juno de 1996, celebrados el 10 de marzo en el Copps Coliseum de Hamilton, aunque perdió ante Michael Phillip Wojewoda. Asimismo, fue reconocido por su labor de compositor en la 45.º entrega anual de los BMI Pop Awards, realizada el 13 de mayo de 1997 en Los Ángeles, que honró a las canciones más populares en las radios y televisión estadounidenses durante el período comprendido entre el 1 de octubre de 1995 y el 30 de septiembre de 1996. Seis días después, el 19 de mayo, Madonna recibió la misma distinción por su contribución en el tema durante la decimocuarta edición de los ASCAP Pop Awards, que premió a compositores y editores de la sociedad de derechos ASCAP en función del mayor número de créditos de interpretación adquiridos durante el mismo período que los BMI Pop Awards.
El sitio Chart Beats clasificó a «You'll See» en el 42.º puesto de las 200 mejores canciones de 1995. Asimismo, numerosos medios de comunicación la incluyeron entre las mejores canciones o sencillos de Madonna, como Billboard, Boy Culture, Chart Beats, Entertainment Weekly, Gay Star News, Herald Sun, Logo, Parade, RTVE, Slant Magazine, Smooth Radio, The Guardian y Vanity Fair. También ha sido considerada una de las más infravaloradas de su carrera; la comediante y drag queen Pandora Boxx afirmó que era «realmente una joya oculta en la vasta biblioteca» de Madonna. La revista Queerty clasificó a «Verás» en el cuarto lugar de los mejores temas de Madonna en español y afirmó que la versión había sido «una agradable e inesperada sorpresa». Por último, Laura Rosenfeld, del canal Bravo TV, la ubicó en el segundo lugar de la lista de las siete canciones de ruptura de David Foster y concluyó que, después de escuchar el tema, «estarás listo para demostrarle al mundo que estás mejor sin tu antigua pareja».

## Vídeo musical

### Producción y rodaje
El videoclip de «You'll See» fue producido por Debbie Turner y dirigido por el estadounidense Michael Haussman, quien había trabajado anteriormente con Madonna en «Take a Bow» (1994). De hecho, es el primer vídeo de la cantante que se presenta como una secuela o continuación de otro previo; en este caso, retoma la trama de «Take a Bow» sobre la historia de amor con el torero español Emilio Muñoz, quien obtuvo reconocimiento «mundial» tras su participación. Muñoz aparece nuevamente como el interés romántico de la artista, aunque, en esta ocasión, en una situación diferente, en la que ambos se dirigen «hacia sus despedidas».
El periódico colombiano El Tiempo reportó que Muñoz había rodado sus escenas a finales de octubre de 1995 en la ciudad de Antequera, mientras que Madonna grabó sus partes en «lúgubres decorados» de Londres. También se grabaron escenas en localizaciones de Ronda y en el Tren Al-Ándalus y se añadieron imágenes extras que no habían sido empleadas durante la producción de «Take a Bow». El vestuario fue diseñado por la editora de moda y estilista estadounidense Lori Goldstein, quien había colaborado previamente con Madonna en «Take a Bow».

### Estreno y sinopsis
| El vídeo de «You'll See» nos presenta a los mismos protagonistas. Ella ha evolucionado, él no. Ella ahora es una mujer empoderada, que ha entendido que puede salir adelante y sobrevivir por sí misma, a pesar del daño que esa historia de amor le ha hecho, a pesar del vértigo que le puede dar hacerlo, pero está segura de que podrá, y eso será bueno para ella. —Descripción del vídeo por el autor Eduardo Viñuela. |

«You'll See» tuvo su estreno en MTV el 2 de noviembre de 1995 y fue uno de los vídeos con «gran rotación» en el canal; cuatro días después, el 6, salió al aire en VH1 y formó parte de la programación habitual en ambas cadenas. En este último, fue el vídeo más reproducido durante la semana del 3 de diciembre, según datos del servicio Broadcast Data Systems. En Europa, se añadió a la programación de los canales MTV, VIVA TV de Alemania, The Music Factory de los Países Bajos y The Box del Reino Unido e Irlanda durante la última semana de noviembre y la primera de diciembre. Asimismo, la versión latinoamericana de MTV también emitió «Verás» en su programación continua durante marzo de 1996. Años después, «You'll See» figuró en el DVD recopilatorio Celebration: The Video Collection, publicado en septiembre de 2009 por Warner Bros.
«You'll See» continúa la «triste y lamentable» historia de amor entre los personajes interpretados por Madonna y Muñoz; al final del vídeo de «Take a Bow», la cantante huye luego de haber mantenido un encuentro sexual con el torero que acaba de manera violenta, y en el comienzo de «You'll See», regresa como una «mujer aún angustiada por la nostalgia». Su personaje aún sigue enamorada y parece surgir una «especie de reconciliación» entre ambos; se alternan imágenes de Muñoz en una corrida de toros con otras de la pareja por distintas calles de la ciudad, en las que Madonna intenta atraerlo nuevamente luego de que este prefiriera rechazarla a «dejarse llevar por el amor». Ante esto, restablece su posición de superioridad al hacer que el torero se arrepienta de la ruptura y siga su tren de manera impotente mientras ella se aleja y lo deja atrás. Hacia el final, huye de nuevo, esta vez en avión, y la última toma es una Madonna que sonríe de manera esperanzadora. También se produjo otro videoclip para «Verás», que incluyó imágenes nunca antes vistas de Madonna cantando el tema en un estudio de grabación, intercaladas con escenas de una tauromaquia y tomas descartadas en color de Muñoz.

### Recepción
El académico Fernando Ventajas Dote, de la Universidad de Málaga, afirmó que la grabación del videoclip en Antequera «acaparó en su momento la atención de los medios de comunicación y especialmente de la prensa». Guillermo Alonso de la edición en español de Vanity Fair lo llamó «precioso», mientras que Louis Virtel de Logo lo clasificó en el 53.º puesto de los 55 vídeos más destacados de la cantante. En su reseña al recopilatorio de Madonna The Video Collection 93:99, Jeremy Kinser de The Advocate cuestionó que la artista no incluyera el videoclip en el material, dado el hecho de que fue ella misma quien «seleccionó personalmente lo que consideraba su mejor trabajo». En la misma línea, Colin Jacobson de DVD Movie Guide manifestó que su mayor problema con la colección radicaba en aquellos vídeos que «misteriosamente» habían sido omitidos «sin razón aparente» y citó el de «You'll See», entre varios otros. En la decimotercera edición de los MTV Video Music Awards, realizada en septiembre de 1996, Adrian Wilde obtuvo una nominación a mejor cinematografía por su trabajo en «You'll See», aunque perdió ante «Tonight, Tonight» de la banda estadounidense The Smashing Pumpkins. En la primera entrega anual de los Premios MTV Latino, también celebrados en septiembre de ese año, Wilde ganó en la misma categoría de mejor cinematografía por «Verás» y Madonna recibió la distinción de mejor vídeo femenino.
Tal como sucedió con «Take a Bow», «You'll See» suscitó polémica debido al empleo de imágenes de corridas de toros, lo que provocó reacciones negativas por parte de defensores de los derechos de los animales. En este sentido, a finales de febrero de 1996, un par de meses después de su estreno en los Estados Unidos, la organización Personas por el Trato Ético de los Animales (PETA, por sus siglas en inglés) colocó un anuncio de página completa en la revista Billboard en el que criticaba a la cantante por promover las corridas de toros en ambos videoclips y reclamaba que fuese «más sensible» ante el sufrimiento de estos «animales indefensos». El comunicado concluía: «Tus continuos intentos por darle visibilidad a este espectáculo sangriento van en contra de los esfuerzos de grupos humanitarios en todo el mundo que trabajan arduamente para detener este vergonzoso espectáculo. Los jóvenes y los artistas están abrazando los derechos de los animales, por favor, no deshagas el avance en el cambio social». En su libro Madonna Style (2012), Carol Clerk conjeturó que, dada la controversia que causó un «tema delicado» como «equiparar la muerte de un toro con una sexualidad brutal» en «Take a Bow», la razón por la cual la cantante decidió rodar una secuela para «You'll See» fue para «darle la oportunidad de deshacerse del cerdo a plena vista del mundo».

### Análisis
La crítica observó referencias a la cultura española en «You'll See», especialmente a la práctica de la tauromaquia. En este sentido, Héctor Llanos de El HuffPost afirmó que la artista «siempre ha estado obsesionada con la estética relacionada con la tauromaquia», opinión que compartió el personal de la revista Aplausos, en tanto que Judy Cantor-Navas de Billboard señaló que la tauromaquia representaba un tema recurrente en los vídeos y espectáculos de Madonna y ejemplificó los vídeos de «Take a Bow» y «Verás». De igual manera, Daniel Brockman de Vanyaland señaló que la «larga historia de obsesión» de la artista por el «oficio del torero» se debía a su «encaprichamiento con todo lo español, que probablemente fue el resultado de su inmersión en la cultura puertorriqueña de Nueva York que impregnó gran parte de sus primeros trabajos». Agustín Peña —de la estación de radio mexicana Ibero 90.9— opinó que formaba parte del estilo «latina/torera» de Madonna, y Sal Cinquemani de Slant Magazine indicó que el tema de las corridas de toros en ambos vídeos servía como «metáfora del cortejo, a menudo sangriento y brutal, de los amantes». Años después, Madonna volvería a utilizar la tauromaquia como referencia en el videoclip de su sencillo «Living for Love» de 2015; sobre esto, Alessia Gargiulo de Swide concluyó que «Take a Bow», «You'll See» y «Living for Love» representaban «la trilogía española de Madonna».
En otra observación, Santiago Fouz-Hernández comentó que, a diferencia de la letra de la canción, que no era específica de género, el vídeo promocional de «You'll See» expresaba una idea «antipatriarcal». El mismo autor otorgó otro análisis con respecto a las diferentes etapas de las «exploraciones hispanas» de la artista y cómo en «You'll See» se percibe una «fetichización y disociación del Otro español». Asimismo, observó que el uso del vídeo por parte de Madonna como medio para demostrar a Alan Parker, director de Evita (1996), que podía «dominar» el estilo característico de la década de 1940 «también complementa su posición ficticia de control en el vídeo». De manera similar, Francesco Falconi concluyó que «You'll See» representó «la prueba general» para Evita, que consideró «la mejor interpretación cinematográfica de Madonna». Por su parte, en un artículo dedicado a la apropiación de Madonna hacia otras culturas, Juan Sanguino —de la edición en español de Vanity Fair— aseguró que el videoclip de «You'll See» denotaba una «apropiación cultural de Eva Perón» por el uso de indumentarias «como máximas expresiones de clase».

## Presentaciones en vivo
El 2 de noviembre de 1995, Madonna interpretó «You'll See» por primera vez en el programa de televisión británico Top of the Pops de la BBC; fue la primera aparición de la cantante desde el 13 de diciembre de 1984, cuando acudió para presentar el sencillo «Like a Virgin». La actuación coincidió con las sesiones de grabación de la banda sonora de Evita, que se realizaron en Londres, y Madonna mencionó en una entrevista con NME que una de las pocas cosas que no disfrutó en su estadía en la ciudad fue aparecer en el programa: «No soy muy admiradora de acudir a programas de televisión... es como, ¡siguiente!». El periodista James Masterton de Chart Watch aseguró que su aparición «sin duda» ayudó a que la canción subiera de lugares en el UK Singles Chart. La presentación volvió a transmitirse en la edición del 16 de noviembre de 1995 y luego en la Navidad de ese año.
Seis años después, en la gira Drowned World Tour de 2001, formó parte del repertorio en algunos conciertos estadounidenses; Madonna la interpretó en reemplazo de «Gone», perteneciente a su álbum Music (2000), como la última canción del tercer segmento del espectáculo titulado Cowgirl, que incluía temática e indumentaria country. Sobre la actuación, Jon Pareles de The New York Times reconoció que su voz sonaba «más completa y suave» y lo expuso «con confianza» en baladas como «You'll See». Nikolas Markantonatos, del Daily Collegian, también fue positivo en su evaluación al espectáculo en Boston y afirmó que fue «bien interpretada» por la artista. En su reseña al concierto realizado en el Madison Square Garden de Nueva York el 25 de julio de 2001, Sal Cinquemani de Slant Magazine recalcó la «renovación acústica/tecno francesa de la poderosa "You'll See"». «You'll See» no figuró en el DVD/VHS de la gira Drowned World Tour 2001 dado que, en su lugar, se incluyó la presentación de «Gone»; Colin Jacobson de DVD Movie Guide criticó que se omitiera la interpretación de la lista de canciones y señaló que habría sido un «buen complemento» para el disco.

## Versiones de otros artistas

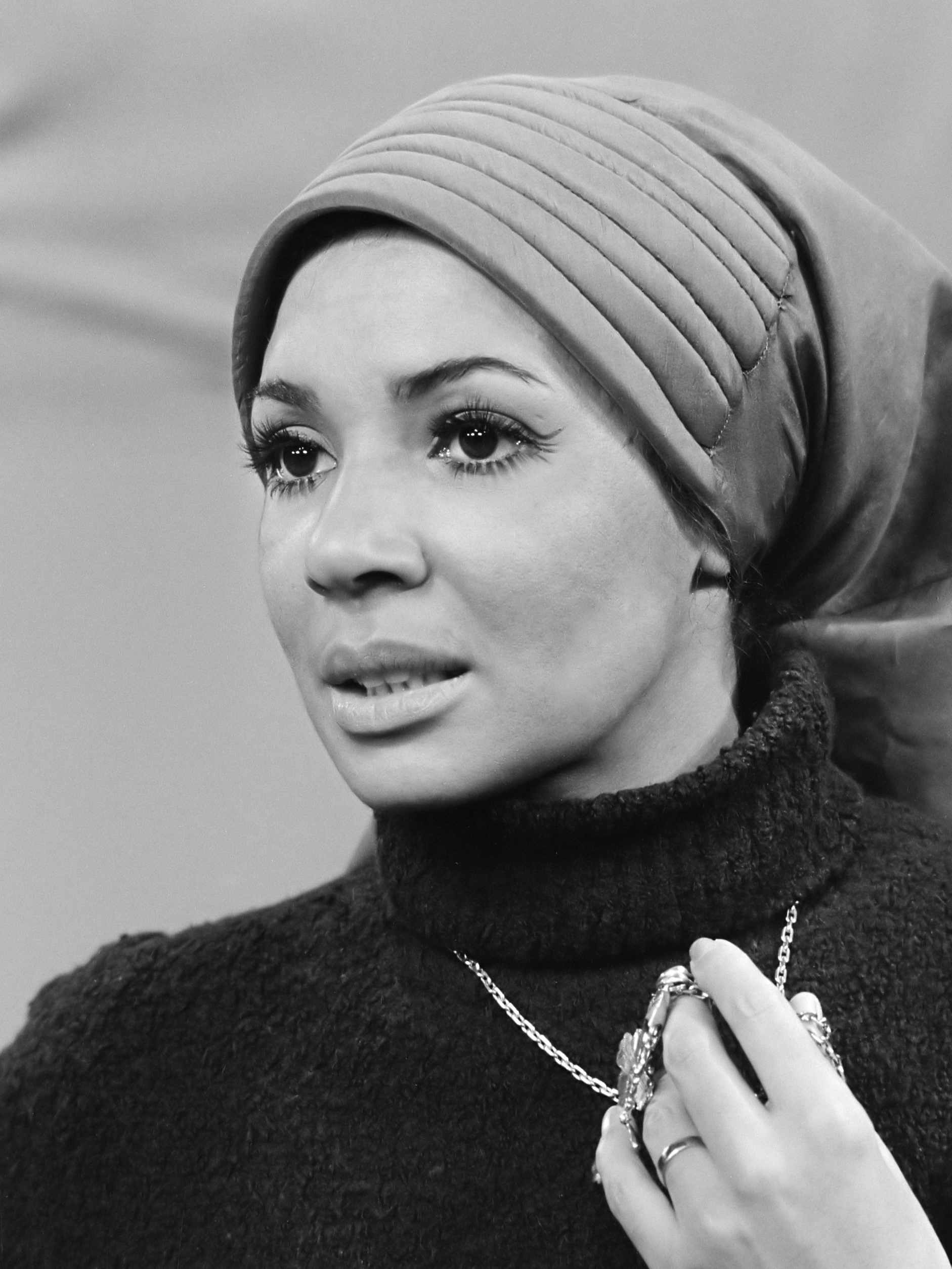
La cantante galesa Shirley Bassey interpretó una versión de «You'll See» para su álbum de 1996 The Show Must Go On

En 1996, poco después del lanzamiento de «You'll See», la cantante galesa Shirley Bassey interpretó una versión para su álbum The Show Must Go On, y Andrea Jürgens cantó el tema en alemán con el título de «Du wirst Seh'n» en el disco Wenn Ich Glücklich Bin. Ese mismo año, la banda italiana Raffa —integrada por los productores Fabio Turatti, Giuliano Crivellente y Mauro Farina— grabó tres remezclas de la canción tituladas Groovy Mix, Dance Mix y Summer Mix, así como una nueva versión llamada «The Groove You'll See», en los estudios Mela de Verona; las compañías 21st Century Records y Popular Records las publicaron tanto en vinilo de 12" como en CD en Italia y Canadá, respectivamente. El cantante alemán Axel Breitung —bajo su nombre artístico Urgent C.— también produjo remezclas dance extendidas en 1996 que figuraron en un maxi CD junto con otros dos temas titulados «Voice of Fortune» y «Arabian Stranger». Al año siguiente, la cantante inglesa Angie Gold —bajo el seudónimo Prima— publicó un sencillo de 12" que incluía en el lado A «Into the Groove» y «You'll See» en la cara B; el lanzamiento alcanzó el puesto 35 en el UK Singles Chart en la edición del 21 de junio de 1997 y posteriormente figuró en el disco Sex, Swords & Sandals, Vol. 2: More Epic Anthems for the NRG Arena (2005).
En noviembre de 2004, la artista británica de música clásica Keedie Babb incluyó su interpretación en su primer álbum de estudio, I Believe My Heart; una reseña proveniente del sitio Classical-Crossover comentó que parecía una «canción pop de manual». En 2007, el productor italiano T-Zone creó una remezcla dance titulada «You Got It All» que fue incluida en el recopilatorio Let's Hear It for the 80s Vol. 4. Tres años después, Paz Martínez grabó «Verás» a dúo con su hija, Melina Martínez, para su recopilatorio Historia, Grandes Éxitos Vol. II; Wilmar Merino, de Diario Popular, la calificó como «maravillosa». La cantante Rosta Costa cantó el sencillo para el álbum tributo Pure David Foster Love Affair, publicado en agosto de 2012, y el músico Tom Solomon editó su disco de música vocal Beautiful Day en 2016 e incluyó su interpretación de «You'll See».
Otros artistas grabaron el tema para álbumes tributo a Madonna, como la artista Rosie West, cuya versión apareció en The Material Girl: A Tribute to Madonna (2000); las orquestas The Klone y The Sunset Lounge, que aparecieron en Her Greatest Hits: The Ultimate Madonna Tribute (2003) y The Madonna Cool Down Experience Part 2 (2008), respectivamente; la banda homenaje Material Girls para A Tribute to Madonna (2010); el Romantic Jazz Trio, conformado por el pianista John DiMartino, el bajista Boris Kozlov y el baterista Mike Clark, para Forbidden Love - Tribute to Madonna (2012); y la cantante italiana Michela Lombardi para Live to Tell (2017), entre otros. También se destaca el pianista brasileño Judson Mancebo, quien produjo una canción de cuna de «You'll See» para el álbum Babies Love Madonna de 2011, publicado en Australia por el sello ABC Music.

### Versión de Susan Boyle

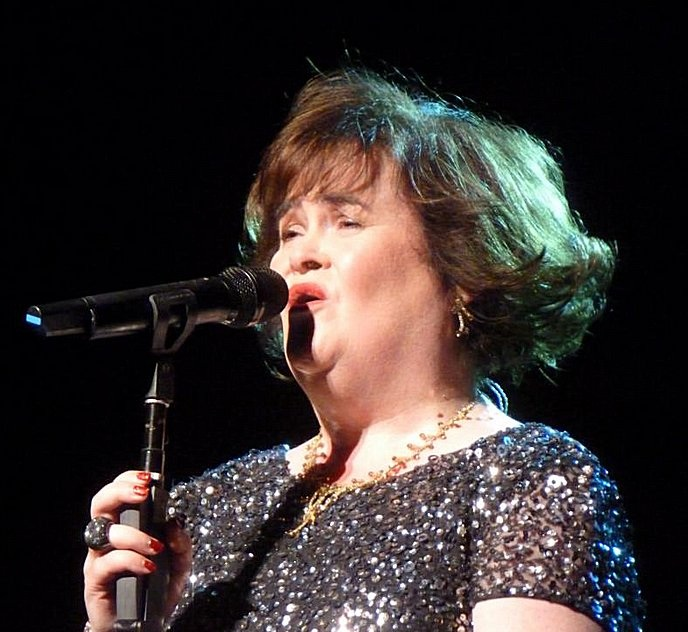
La cantante escocesa Susan Boyle interpretó una versión de «You'll See» para su primer álbum de estudio I Dreamed a Dream (2009) que obtuvo, en general, comentarios favorables de la crítica

La cantante escocesa Susan Boyle grabó una versión de «You'll See» para su álbum debut I Dreamed a Dream, publicado el 23 de noviembre de 2009. Boyle la eligió personalmente dado que era una canción que amaba «desde hace años» y le había aportado «la fuerza de seguir adelante»; de hecho, solía cantarla en distintas audiciones para programas de televisión en «la época en que todos la rechazaban. A veces, cuando la hacían llorar, ella decía you'll see y ahora ha logrado convertirse en una de las mujeres más famosas del mundo». De acuerdo con Boyle, «You'll See» era su respuesta a los profesores que la golpeaban regularmente con un cinturón y a los compañeros de clase que se burlaban de ella de manera cruel cuando era pequeña: «Intentaba hacer una declaración, porque me acosaban mucho en el colegio. Puede que me hicieras eso cuando era pequeña, pero ya no puedes hacérmelo. Ya soy mayor». En otra entrevista, afirmó que era su «manera de deshacerme de las etiquetas que han sido injustas»; profundizó: «Es una canción que trata sobre la determinación. Soy una mujer decidida, a pesar del acoso que he experimentado en el pasado. [El mensaje es] demostrarte a ti misma como tu propia persona. Me encantó al instante. Es una canción sobre saber que, pase lo que pase, estarás bien».
En general, obtuvo comentarios favorables de la crítica. Stephen Thomas Erlewine de AllMusic la consideró «bastante fiel» a la original de Madonna y la eligió entre las más destacadas de I Dreamed a Dream. De igual manera, Ken Tucker de NPR la calificó como uno de los mejores momentos del material y añadió que convierte a «You'll See» en un «himno de perseverancia». Mark Sutherland de Billboard la describió como una «interpretación dramática», y en un comentario similar, Lígia Nogueira de Grupo Globo sintió que tenía una «carga extra de dramatismo». Jim Farber del New York Daily News señaló que la balada era el único momento del disco en el que Boyle se mostraba más «centrada», donde la «ira y la venganza en la canción le dan un personaje más desafiante para abordar». Por el contrario, Linnie Rawlinson de la CNN indicó que Boyle carecía de la «madurez emocional para transmitir el verdadero desamor». Igualmente, Jonathan Keefe de Slant Magazine la calificó como «inadecuada» e indicó que la cantante «enfatiza frases individuales aparentemente al azar», lo que daba lugar a una interpretación «dispersa que sirve para resaltar la presencia que Madonna aportó a su versión original». Además, aseguró que la letra de la canción «apenas» respaldaba la idea de «ser un gesto predecible y francamente infantil hacia todos los detractores que dudaron de Boyle». El periodista concluyó que no era la clase de artista musical que pudiese cantar de manera competente dentro de cualquier estilo.
La versión salió a la venta como sencillo en diciembre de 2009 y alcanzó el puesto 197 en el Reino Unido. Meses después, fue incluida en la banda sonora internacional de la telenovela brasileña Ti Ti Ti (2010); el sitio Grupo Abril reportó que era una de las canciones «más interesantes» que había atraído la atención del público. Boyle presentó el tema en vivo en mayo de 2012 durante el episodio final de la sexta temporada del programa Britain's Got Talent; Caroline Frost del HuffPost elogió la «tranquila interpretación» y destacó el estilo «bien presentado» de la cantante, mientras que Rania Aniftos de Billboard la calificó como la tercera interpretación más destacada de Boyle en el programa. Cuando empezó a trabajar en I Dreamed a Dream, un musical basado en su ascenso a la fama, solicitó permiso a Madonna para usar la canción en el escenario, pero esta última le negó el uso.

## Lista de canciones y formatos
| 7" (EE. UU.) |                                  |          |  |
| N.º          | Título                           | Duración |  |
| 1.           | «You'll See» (versión del álbum) | 4:39     |  |
| 2.           | «Live to Tell» (Live Edit)       | 6:22     |  |

| 7" (Europa); Casete (Australia y Europa) |                                     |          |  |
| N.º                                      | Título                              | Duración |  |
| 1.                                       | «You'll See» (Edit)                 | 4:21     |  |
| 2.                                       | «You'll See» (versión instrumental) | 4:44     |  |

| Casete; CD (EE. UU.) |                                     |          |  |
| N.º                  | Título                              | Duración |  |
| 1.                   | «You'll See» (versión del álbum)    | 4:39     |  |
| 2.                   | «Live to Tell» (Live)               | 8:14     |  |
| 3.                   | «You'll See» (versión instrumental) | 4:44     |  |

| CD (Australia, Europa y Japón) |                                     |          |  |
| N.º                            | Título                              | Duración |  |
| 1.                             | «You'll See» (Edit)                 | 4:15     |  |
| 2.                             | «Rain» (versión del LP)             | 5:25     |  |
| 3.                             | «You'll See» (versión instrumental) | 4:44     |  |

| 12"; Maxi CD (Canadá, EE. UU.) |                                     |          |  |
| N.º                            | Título                              | Duración |  |
| 1.                             | «You'll See» (versión del álbum)    | 4:39     |  |
| 2.                             | «You'll See» (versión instrumental) | 4:44     |  |
| 3.                             | «You'll See» (versión en español)   | 4:21     |  |
| 4.                             | «Live to Tell» (Live)               | 8:15     |  |

| CD promocional («Verás») |                                              |          |  |
| N.º                      | Título                                       | Duración |  |
| 1.                       | «Verás» (versión en español de «You'll See») | 4:21     |  |

| CD promocional (EE. UU.) |                                      |          |  |
| N.º                      | Título                               | Duración |  |
| 1.                       | «You'll See» (versión espanglish #1) | 4:20     |  |
| 2.                       | «You'll See» (versión espanglish #2) | 4:20     |  |
| 3.                       | «You'll See» (versión en español)    | 4:21     |  |
| 4.                       | «You'll See» (Edit)                  | 4:18     |  |

| EP digital (The Remixes) |                                      |          |  |
| N.º                      | Título                               | Duración |  |
| 1.                       | «You'll See»                         | 4:38     |  |
| 2.                       | «You'll See» (versión espanglish)    | 4:19     |  |
| 3.                       | «You'll See» (versión espanglish #2) | 4:19     |  |
| 4.                       | «You'll See» (versión en español)    | 4:21     |  |
| 5.                       | «You'll See» (Edit)                  | 4:16     |  |
| 6.                       | «You'll See» (versión instrumental)  | 4:42     |  |
| 7.                       | «Live to Tell» (Live)                | 8:14     |  |

## Posicionamiento en listas
| País/Continente   | Lista (1995-1996)                 | Posición más alta |
| ----------------- | --------------------------------- | ----------------- |
| Alemania          | Offizielle Deutsche Charts        | 15                |
| Australia         | ARIA                              | 9                 |
| Austria           | Ö3 Austria Top 40                 | 5                 |
| Bélgica (Flandes) | Ultratop 50 Singles               | 45                |
| Bélgica (Valonia) | Ultratop 50 Singles               | 11                |
| Canadá            | RPM Top 100 Hit Tracks            | 2                 |
| Canadá            | RPM Adult Contemporary            | 1                 |
| Canadá            | The Record Retail Singles         | 17                |
| Canadá            | The Record Contemporary Hit Radio | 3                 |
| Dinamarca         | IFPI                              | 18                |
| Escocia           | Scottish Singles Chart            | 5                 |
| Estados Unidos    | Billboard Hot 100                 | 6                 |
| Estados Unidos    | Adult Contemporary                | 5                 |
| Estados Unidos    | Adult Pop Songs                   | 10                |
| Estados Unidos    | Dance Singles Sales               | 18                |
| Estados Unidos    | Hot 100 Airplay                   | 10                |
| Estados Unidos    | Hot 100 Singles Sales             | 6                 |
| Estados Unidos    | Top 40 Mainstream                 | 7                 |
| Estados Unidos    | Top 40 Rhythmic                   | 20                |
| Estados Unidos    | Cash Box Top 100 Singles          | 5                 |
| Estados Unidos    | FMQB Top 40 Trax                  | 3                 |
| Estados Unidos    | Gavin Top 40                      | 3                 |
| Estados Unidos    | Gavin Go Chart                    | 2                 |
| Estados Unidos    | Gavin A/C                         | 2                 |
| Estados Unidos    | R&R CHR/Pop                       | 4                 |
| Estados Unidos    | R&R CHR/Rhythmic                  | 19                |
| Estados Unidos    | R&R Adult Contemporary            | 3                 |
| Estados Unidos    | R&R Hot AC                        | 3                 |
| Estados Unidos    | The Network 40 Adult Contemporary | 2                 |
| Estados Unidos    | The Network 40 Plays Per Week     | 3                 |
| Estados Unidos    | The Network 40 Street Chart       | 18                |
| Europa            | Eurochart Hot 100 Singles         | 8                 |
| Europa            | Adult Contemporary Europe         | 5                 |
| Europa            | EHR Top 40                        | 4                 |
| Finlandia         | Suomen virallinen lista           | 2                 |
| Francia           | SNEP                              | 24                |
| Irlanda           | IRMA                              | 13                |
| Islandia          | Íslenski Listinn Topp 40          | 20                |
| Italia            | Musica e dischi                   | 6                 |
| Letonia           | IFPI                              | 1                 |
| Lituania          | IFPI                              | 1                 |
| Nueva Zelanda     | RMNZ                              | 17                |
| Países Bajos      | Dutch Top 40                      | 15                |
| Países Bajos      | Single Top 100                    | 20                |
| Polonia           | LP3                               | 1                 |
| Reino Unido       | UK Singles Chart                  | 5                 |
| Reino Unido       | UK Airplay Chart                  | 2                 |
| Reino Unido       | UK Network Chart                  | 5                 |
| Suecia            | Sverigetopplistan                 | 6                 |
| Suiza             | Schweizer Hitparade               | 8                 |

| País           | Lista (1996)       | Posición más alta |
| -------------- | ------------------ | ----------------- |
| Bolivia        | UPI                | 3                 |
| Chile          | UPI                | 1                 |
| El Salvador    | UPI                | 2                 |
| España         | Los 40 Principales | 1                 |
| Estados Unidos | Hot Latin Songs    | 21                |
| Estados Unidos | Latin Airplay      | 21                |
| Estados Unidos | Latin Pop Airplay  | 10                |
| México         | UPI                | 3                 |
| Panamá         | UPI                | 1                 |
| Venezuela      | UPI                | 6                 |

| País/Continente   | Lista (1995)              | Posición |
| ----------------- | ------------------------- | -------- |
| Australia         | ARIA                      | 87       |
| Bélgica (Valonia) | Ultratop 50 Singles       | 84       |
| Estados Unidos    | R&R Adult Contemporary    | 87       |
| Estados Unidos    | R&R Hot AC                | 70       |
| Europa            | Eurochart Hot 100 Singles | 83       |
| Países Bajos      | Dutch Top 40              | 112      |
| Reino Unido       | UK Singles Chart          | 32       |
| Reino Unido       | UK Airplay Chart          | 58       |
| Suecia            | Sverigetopplistan         | 44       |

| País/Continente | Lista (1996)              | Posición |
| --------------- | ------------------------- | -------- |
| Canadá          | RPM Top 100 Hit Tracks    | 27       |
| Canadá          | RPM Adult Contemporary    | 8        |
| Estados Unidos  | Billboard Hot 100         | 51       |
| Estados Unidos  | Adult Contemporary        | 14       |
| Estados Unidos  | Adult Top 40              | 35       |
| Estados Unidos  | Hot 100 Airplay           | 53       |
| Estados Unidos  | Hot 100 Singles Sales     | 75       |
| Estados Unidos  | Top 40 Mainstream         | 47       |
| Estados Unidos  | Top 40 Rhythmic           | 86       |
| Estados Unidos  | R&R CHR/Pop               | 60       |
| Estados Unidos  | R&R Adult Contemporary    | 17       |
| Estados Unidos  | R&R Hot AC                | 39       |
| Europa          | Eurochart Hot 100 Singles | 74       |

## Certificaciones y ventas
| País (organismo certificador) | Certificación | Unidades certificadas/Ventas |
| ----------------------------- | ------------- | ---------------------------- |
| Australia (ARIA)              | Oro           | 35 000                       |
| Estados Unidos (RIAA)         | Oro           | 500 000                      |
| Reino Unido (BPI)             | Plata         | 322 000                      |

## Créditos y personal
- Grabación: Chartmaker Studios (California) y Brooklyn Studios (Nueva York)
- Madonna: voz, composición, producción, arreglos
- David Foster: composición, producción, arreglos, teclados
- Paz Martínez: composición (versión en español)
- Dean Parks: guitarra acústica
- Michael Thompson: guitarra eléctrica
- Simon Franglen: programación de Synclavier
- David Reitzas: ingeniería, mezcla
- Felipe Elgueta: asistente
- Ronnie Rivera: asistente
- Dean Chamberlain: fotografía (portada)
- Mario Testino: fotografía (contraportada)
- Greg Ross: diseño

Créditos adaptados de las notas del álbum Something to Remember y de las notas del vinilo de 12" y maxi CD de «You'll See».